# Barrio Santa Cecilia
Barrio Santa Cecilia är en ort i Mexiko.   Den ligger i kommunen Tlanchinol och delstaten Hidalgo, i den sydöstra delen av landet, 180 km norr om huvudstaden Mexico City. Barrio Santa Cecilia ligger 1 523 meter över havet och antalet invånare är 243.
Terrängen runt Barrio Santa Cecilia är kuperad åt sydväst, men åt nordost är den bergig. Barrio Santa Cecilia ligger uppe på en höjd. Runt Barrio Santa Cecilia är det ganska glesbefolkat, med 48 invånare per kvadratkilometer. Närmaste större samhälle är Tlanchinol, 1,0 km söder om Barrio Santa Cecilia. I omgivningarna runt Barrio Santa Cecilia växer i huvudsak städsegrön lövskog.